# Reazione di Gomberg-Bachmann
La reazione di Gomberg-Bachmann è una reazione di accoppiamento arile-arile via sali di diazonio. La reazione deve il suo nome ai chimici statunitensi Moses Gomberg e Werner Emmanuel Bachmann, che la introdussero nel 1924. Con questa sintesi si possono preparare difenili simmetrici e non simmetrici. Lo schema generale di reazione è:
Il composto arilico 1 (benzene nello schema) è accoppiato con una base al sale di diazonio 2 formando il difenile 3 attraverso un radicale arilico intermedio. Ad esempio, si può preparare il p-bromodifenile a partire da 4-bromoanilina e benzene:
BrC6H4NH2 + C6H6 → BrC6H4−C6H5
La reazione si presta ad ampie variazioni sia della componente arilica che di quella del sale di diazonio, ma seguendo la procedura originale le rese sono in genere basse (meno del 40%) perché i sali di diazonio danno luogo a molte reazioni secondarie. Sono stati suggeriti molti miglioramenti. Una possibilità è usare tetrafluoroborati di diazonio in solventi arenici assieme a catalisi per trasferimento di fase, un'altra è usare 1-aril-3,3-dialchiltriazeni.
Una variante intramolecolare che dà risultati migliori è la reazione di Pschorr:
Il gruppo Z può essere di vario tipo, ad esempio CH2, CH2CH2, NH e CO (per ottenere fluorenone).